# Princeton (township, New Jersey)
Princeton è un comune degli Stati Uniti d'America, nella contea di Mercer, nello Stato del New Jersey. Posta nella zona centro-occidentale dello Stato, la township di Princeton (43 km², 16.027 abitanti nel 2000) è da distinguersi dal borough di Princeton (4,8 km², 14.203 abitanti nel 2000), comune che è racchiuso al suo interno.
Va detto comunque che, comunemente, ci si riferisce a Princeton intendendo indifferentemente il borough o la township.
La cittadina è famosa soprattutto per essere sede di parte dei campus della Università di Princeton, una delle più prestigiose al mondo.